# Форштадт (село)
Форштадт (рос. Форштадт) — село у Верхньоуральському районі Челябінської області Російської Федерації.
Входить до складу муніципального утворення Форштадтське сільське поселення. Населення становить 1205 осіб (2010).

## Історія
Від 4 листопада 1926 року належить до Верхньоуральського району Челябінської області.
Згідно із законом від 24 червня 2004 року органом місцевого самоврядування є Форштадтське сільське поселення.

## Відомі уродженці
- Булаєнко Іван Савелійович — гвардії підполковник, герой СРСР.

## Населення
| 2002 | 2010  |
| ---- | ----- |
| 1424 | ↘1205 |